# Baruch Adonai Le’Olam (Schacharit)
Baruch Adonai Le’Olam ist ein Text, der während des jüdischen Morgengebets (Schacharit) im Teil Psuke desimra im Anschluss an Hallel rezitiert wird.

## Beschreibung
Der Abschnitt besteht aus Versen, die mit dem Wort „Gesegnet“ (hebräisch ברוך) beginnen und feststellen, dass Gott eine Quelle des Segens sei. Es folgt dem Hallel und wird auf eine Art und Weise vorgetragen, die Hallel mit dem Segen verbindet. Der Abschnitt besteht aus vier Versen: Vers 53 von Psalm 89, Vers 21 von Psalm 135 und die Verse 18–19 von Psalm 72. Das Wort Amen wird zweimal im ersten Vers als eine Betonung des Wortes Amen vorgetragen. Das Wort Amen kann drei Bedeutungen haben:
- ein Gelübde für sich selbst zu akzeptieren
- die Wahrheit einer Behauptung zu akzeptieren
- die Hoffnung auszudrücken, dass eine Bitte im Gebet erfüllt wird